# Winni Wittkopp
Winni Wittkopp, eigentlich Winfried Wittkopp (* 15. Oktober 1951 in Erlangen), ist ein deutscher Schauspieler, Regisseur, Musiker und bildender Künstler aus Erlangen.

## Werdegang als Schauspieler
Wittkopp absolvierte vor seiner Bühnentätigkeit Ausbildungen zum Maschinenschlosser und Fotografen. 1978 gründete er mit Klaus Karl-Kraus das fränkische Musik-Kabarett-Duo „Hobelspäne“.  Das Duo veröffentlichte zwei Schallplatten und erhielt 1982 den Kulturförderpreis der Stadt Erlangen.
Von 1977 bis 2014 war Wittkopp Ensemble-Mitglied des Theater Erlangen. Darüber hinaus war er als selbständiger Schauspieler und Regisseur an anderen fränkischen Bühnen tätig, z. B. im  Staatstheater Nürnberg, im Dehnberger Hof Theater und im Theater Kuckucksheim. Er engagierte sich unter anderem im Bereich Kinder- und Jugendtheater und inszenierte beispielsweise 1985 das Stück Die Schlündelgründler von Ken Campbell. Überregional bekannt wurde Wittkopp durch Rollen wie Schellhammer oder die Darstellung des Tuning Paul in der Radio-Serie Metzgerei Boggnsagg.
Seit 1996 arbeitet Wittkopp regelmäßig mit dem fränkischen Autor Helmut Haberkamm zusammen. Er spielte die Hauptrolle in beiden Folgen von Haberkamms Theaterstück Schellhammer (Premiere 1996). Im Jahre 2000 begann die Zusammenarbeit mit dem Schauspieler Stefan Kügel, der selbst das Theater Kuckucksheim im fränkischen Heppstädt betreibt. Gemeinsam spielten sie in den Stücken Spatzfritz (2000) und in den Haberkamm-Werken Die Schuddgogerer und No woman, no cry – Ka Weiber, ka Gschrei (Premiere 2001, mit Stefan Nast-Kolb).

## Musik und bildende Kunst
Neben der Schauspielerei ist Wittkopp Sänger und spielt eine Vielzahl von Musikinstrumenten. Sowohl in Theaterstücken als auch in reinen Musik-Projekten ist er als Komponist und Interpret aktiv. 2003 vertonte er vergnügliche fränkische Texte von Helmut Haberkamm und veröffentlichte diese auf der CD Barfißi auf der Herdplattn. Wittkopp veröffentlicht auf Internet-Plattformen regelmäßig skurril-komische Musik-Videos, in denen er singt und Gitarre spielt. Seit 2013 spielt er mit der „Skinny Winni Band“ Rock ’n’ Roll und Blues mit fränkischen Texten.
Als bildender Künstler hat Wittkopp sich mit Ausstellungen seiner extravaganten Objekte und Bilder einen Namen gemacht.

## Preise und Auszeichnungen
- 1996 Stern des Jahres der Abendzeitung für die Rolle „Schellhammer“
- 2000 1. Preis Kindertheater der Bayerischen Theatertage für „Spatz Fritz“
- 2001 Stern des Jahres für „No Woman, No Cry – ka Weiber, ka Gschrei“
- 2002 Wolfram von Eschenbach-Förderpreis der Regierung Mittelfranken für seine Arbeit als fränkischer Künstler.

## Diskografie
- 2003 Barfißi auf der Herdplattn